# 永宁州城墙
永宁州城城墙，位于中国广西壮族自治区桂林市永福县百寿镇寿城圩北，为一个全国重点文物保护单位，类型为古建筑，公布时间为2013年3月5日。
明成化十三年(1477)古田知县陈达始建土城。成化十八年改筑石城。城墙用长方形料石砌筑。南北长430米，东西宽170米，高3.5～3.7米，厚3～3.3米，周长1200米。隆庆五年(1571)古田县升为永宁州，遂为州城，增修4门：东曰东兴门，南曰永镇门，西曰安定门，北曰迎恩门。民国时，先后改永宁州为永宁县、古化县和百寿县，一直为县城所在地。是目前为止在广西境内保存最完整的明代城垣。